# Acalypha filipes
Acalypha filipes é uma espécie de flor do gênero Acalypha, pertencente à família Euphorbiaceae.